# Zhang Shuai
Este es un nombre chino; el apellido es Zhang.
Zhang Shuai (en chino tradicional, 張帥; en chino simplificado, 张帅; Tianjin, 21 de enero de 1989) es una tenista profesional china. El 7 de noviembre de 2016 llegó al puesto individual número 23 del mundo. En la modalidad de dobles, ha sido la 5ª mejor jugadora mundial, ranking logrado en abril de 2022. Zhang ha ganado 26 títulos en modalidad individual: 21 en el circuito de la ITF, tres en el WTA Tour y dos en torneos de la serie WTA 125K. En dobles ha ganado 20 títulos ITF, 13 en la WTA, incluido el Abierto de Australia 2019 y el Abierto de Estados Unidos 2021, en ambas ocasiones en pareja con Samantha Stosur.
En los Juegos Asiáticos de 2018 ganó la medalla de plata en la modalidad de individuales.
En septiembre de 2024, en el Torneo de Pekín 2024, con su victoria sobre McCartney Kessler en la primera ronda, consiguió su primera victoria a nivel de gira desde el Torneo WTA de Lyon 2023, poniendo fin a su racha de 24 derrotas consecutivas. La racha de Zhang marcó la segunda racha de derrotas consecutivas más larga para una mujer en la Era Abierta (después de Madeleine Pegel con 29). La victoria de Zhang en la segunda ronda contra Emma Navarro también la convirtió en la jugadora con el ranking más bajo (en el puesto 595) en derrotar a una jugadora del top 10 desde el inicio del torneo en 2004.

## Torneos de Grand Slam

### Dobles

#### Títulos (2)
| Año  | Campeonato           | Pareja          | Oponentes en la final           | Resultado     |
| 2019 | Abierto de Australia | Samantha Stosur | Tímea Babos Kristina Mladenovic | 6-3, 6-4      |
| 2021 | Abierto de EE.UU.    | Samantha Stosur | Cori Gauff Caty McNally         | 6-3, 3-6, 6-3 |

#### Finalista (2)
| Año  | Torneo            | Pareja              | Oponentes en la final                 | Resultado |
| 2022 | Wimbledon         | Elise Mertens       | Barbora Krejčíková Kateřina Siniaková | 2-6, 4-6  |
| 2024 | Abierto de EE.UU. | Kristina Mladenovic | Lyudmyla Kichenok Jeļena Ostapenko    | 4-6, 3-6  |

### Dobles mixto

#### Finalista (1)
| Año  | Torneo        | Pareja          | Oponentes en la final        | Resultado |
| 2025 | Roland Garros | Marcelo Arévalo | Sara Errani Andrea Vavassori | 4-6, 2-6  |

## Torneos WTA (18; 3+15)

### Individual (3)
| Leyenda                                |
| -------------------------------------- |
| Grand Slam (0)                         |
| Juegos Olímpicos (0)                   |
| WTA Finals (0)                         |
| P. Mandatory & Premier 5, WTA 1000 (0) |
| Premier, WTA 500 (0)                   |
| International, WTA 250 (3)             |

| N.º | Fecha                    | Torneo    | Superficie | Oponente en la final | Resultado     |
| --- | ------------------------ | --------- | ---------- | -------------------- | ------------- |
| 1.  | 22 de septiembre de 2013 | Guangzhou | Dura       | Vania King           | 7-6(1), 6-1   |
| 2.  | 23 de septiembre de 2017 | Guangzhou | Dura       | Aleksandra Krunić    | 6-2, 3-6, 6-2 |
| 3.  | 6 de marzo de 2022       | Lyon      | Dura (i)   | Dayana Yastremska    | 3-6, 6-3, 6-4 |

#### Finalista (3)
| N.º | Fecha               | Torneo     | Superficie | Oponente en la final | Resultado   |
| --- | ------------------- | ---------- | ---------- | -------------------- | ----------- |
| 1.  | 18 de enero de 2020 | Hobart     | Dura       | Elena Rybakina       | 6-7(7), 3-6 |
| 2.  | 13 de junio de 2021 | Nottingham | Hierba     | Johanna Konta        | 2-6, 1-6    |
| 3.  | 19 de junio de 2022 | Birmingham | Hierba     | Beatriz Haddad Maia  | 4-5, ret.   |

### Dobles (15)
| Leyenda                                |
| -------------------------------------- |
| Grand Slam (2)                         |
| Juegos Olímpicos (0)                   |
| WTA Finals (0)                         |
| WTA Elite Trophy (0)                   |
| P. Mandatory & Premier 5, WTA 1000 (1) |
| Premier, WTA 500 (3)                   |
| International, WTA 250 (9)             |

| N.º | Fecha                    | Torneo               | Superficie    | Pareja              | Oponentes en la final                 | Resultado           |
| --- | ------------------------ | -------------------- | ------------- | ------------------- | ------------------------------------- | ------------------- |
| 1.  | 10 de octubre de 2011    | Osaka                | Dura          | Kimiko Date-Krumm   | Vania King Yaroslava Shvédova         | 7-5, 3-6, [11-9]    |
| 2.  | 5 de mayo de 2012        | Oeiras               | Tierra        | Chia-Jung Chuang    | Yaroslava Shvédova Galina Voskoboeva  | 4-6, 6-1, [11-9]    |
| 3.  | 22 de septiembre de 2012 | Guangzhou            | Dura          | Tamarine Tanasugarn | Jarmila Gajdošová Monica Niculescu    | 2-6, 6-2, [10-8]    |
| 4.  | 2 de febrero de 2014     | Pattaya City         | Dura          | Shuai Peng          | Alla Kudryavtseva Anastasia Rodionova | 3-6, 7-6(5), [10-6] |
| 5.  | 29 de agosto de 2018     | Estambul             | Tierra batida | Chen Liang          | Xenia Knoll Anna Smith                | 6-4, 6-4            |
| 6.  | 16 de septiembre de 2018 | Hiroshima            | Dura          | Eri Hozumi          | Miyu Kato Makoto Ninomiya             | 6-2, 6-4            |
| 7.  | 14 de octubre de 2018    | Hong Kong            | Dura          | Samantha Stosur     | Shuko Aoyama Lidziya Marozava         | 6-4, 6-4            |
| 8.  | 25 de enero de 2019      | Abierto de Australia | Dura          | Samantha Stosur     | Tímea Babos Kristina Mladenovic       | 6-3, 6-4            |
| 9.  | 21 de agosto de 2021     | Cincinnati           | Dura          | Samantha Stosur     | Gabriela Dabrowski Luisa Stefani      | 7-5, 6-3            |
| 10. | 12 de septiembre de 2021 | Abierto de EE.UU.    | Dura          | Samantha Stosur     | Cori Gauff Caty McNally               | 6-3, 3-6, 6-3       |
| 11. | 26 de septiembre de 2021 | Ostrava              | Dura (i)      | Sania Mirza         | Kaitlyn Christian Erin Routliffe      | 6-3, 6-2            |
| 12. | 12 de junio] de 2022     | Nottingham           | Hierba        | Beatriz Haddad Maia | Caroline Dolehide Monica Niculescu    | 7-6(2), 6-3         |
| 13. | 12 de febrero de 2023    | Abu Dabi             | Dura          | Luisa Stefani       | Shuko Aoyama Hao-Ching Chan           | 3-6, 6-2, [10-8]    |
| 14. | 27 de octubre de 2024    | Guangzhou            | Dura          | Kateřina Siniaková  | Katarzyna Piter Fanny Stollár         | 6-4, 6-1            |
| 15. | 26 de julio de 2025      | Washington           | Dura          | Taylor Townsend     | Caroline Dolehide Sofia Kenin         | 6-1, 6-1            |

#### Finalista (20)
| N.º | Fecha                    | Torneo            | Superficie        | Pareja                | Oponentes en la final                 | Resultado               |
| --- | ------------------------ | ----------------- | ----------------- | --------------------- | ------------------------------------- | ----------------------- |
| 1.  | 26 de febrero de 2012    | Monterrey         | Dura              | Kimiko Date-Krumm     | Sara Errani Roberta Vinci             | 2-6, 6-7(6)             |
| 2.  | 3 de marzo de 2013       | Kuala Lumpur      | Dura              | Janette Husárová      | Shuko Aoyama Kai-Chen Chang           | 7-6(4), 6-7(4), [12-14] |
| 3.  | 13 de octubre de 2013    | Osaka             | Dura              | Samantha Stosur       | Kristina Mladenovic Flavia Pennetta   | 4-6, 3-6                |
| 4.  | 11 de enero de 2014      | Hobart            | Dura              | Lisa Raymond          | Monica Niculescu Klára Zakopalová     | 2-6, 7-6(5), [8-10]     |
| 5.  | 25 de junio de 2017      | Birmingham        | Hierba            | Hao-Ching Chan        | Ashleigh Barty Casey Dellacqua        | 1-6, 6-2, [8-10]        |
| 6.  | 5 de noviembre de 2017   | Elite Trophy      | Dura (i)          | Lu Jingjing           | Yingying Duan Xinyun Han              | 2-6, 1-6                |
| 7.  | 31 de marzo de 2019      | Miami             | Dura              | Samantha Stosur       | Elise Mertens Aryna Sabalenka         | 6-7(5), 2-6             |
| 8.  | 15 de septiembre de 2019 | Nanchang          | Dura              | Shuai Peng            | Wang Xinyu Lin Zhu                    | 2-6, 6-7(5)             |
| 9.  | 18 de enero de 2020      | Hobart            | Dura              | Shuai Peng            | Nadiia Kichenok Sania Mirza           | 4-6, 4-6                |
| 10. | 30 de octubre de 2021    | Courmayeur        | Dura (i)          | Eri Hozumi            | Wang Xinyu Saisai Zheng               | 4-6, 6-3, [5-10]        |
| 11. | 24 de abril de 2022      | Stuttgart         | Tierra batida (i) | Cori Gauff            | Desirae Krawczyk Demi Schuurs         | 3-6, 4-6                |
| 12. | 19 de junio de 2022      | Birmingham        | Hierba            | Elise Mertens         | Lyudmyla Kichenok Jeļena Ostapenko    | w/o                     |
| 13. | 10 de julio de 2022      | Wimbledon         | Hierba            | Elise Mertens         | Barbora Krejčíková Kateřina Siniaková | 2-6, 4-6                |
| 14. | 23 de junio de 2024      | Birmingham        | Hierba            | Miyu Kato             | Su-wei Hsieh Elise Mertens            | 1-6, 3-6                |
| 15. | 6 de septiembre de 2024  | Abierto de EE.UU. | Dura              | Kristina Mladenovic   | Lyudmyla Kichenok Jeļena Ostapenko    | 4-6, 3-6                |
| 16. | 22 de septiembre de 2024 | Seúl              | Dura              | Miyu Kato             | Nicole Melichar Liudmila Samsonova    | 1-6, 0-6                |
| 17. | 8 de febrero de 2025     | Abu Dabi          | Dura              | Kristina Mladenovic   | Jelena Ostapenko Ellen Perez          | 2-6, 1-6                |
| 18. | 2 de marzo de 2025       | Austin            | Dura              | McCartney Kessler     | Anna Blinkova Yuan Yue                | 6-3, 1-6, [4-10]        |
| 19. | 20 de abril de 2025      | Stuttgart         | Tierra batida (i) | Ekaterina Alexandrova | Gabriela Dabrowski Erin Routliffe     | 3-6, 3-6                |
| 20. | 6 de agosto de 2025      | Montreal          | Dura              | Taylor Townsend       | Coco Gauff McCartney Kessler          | 4-6, 6-1, [11-13]       |

## Torneos ITF (27; 18+9)

### Individual: 29 (18-11)
| WTA 125s tournaments |
| $100,000 torneos     |
| $75,000 torneos      |
| $50,000 torneos      |
| $25,000 torneos      |
| $10,000 torneos      |

| Resultado | N.º | Fecha                    | Torneo                   | Superficie | Oponente          | Tanteo           |
| --------- | --- | ------------------------ | ------------------------ | ---------- | ----------------- | ---------------- |
| Ganadora  | 1.  | 13 de febrero de 2006    | Shenzhen, China          | Dura       | Ji Chunmei        | 6-1, 2-6, 6-1    |
| Ganadora  | 2.  | 20 de febrero de 2006    | Shenzhen, China          | Dura       | Chen Yanchong     | 6-4, 6-2         |
| Ganadora  | 3.  | 30 de mayo de 2006       | Tianjin, China           | Dura       | Xie Yanze         | 6-3, 3-6, 6-0    |
| Finalista | 1.  | 20 de junio de 2006      | Changwon, Corea del Sur  | Dura       | Chen Yanchong     | 6-3, 6-3         |
| Finalista | 2.  | 16 de julio de 2006      | Chongqing, China         | Dura       | Elena Chalova     | 6-3, 3-6, 6-0    |
| Ganadora  | 4.  | 21 de agosto de 2006     | Nanjing, China           | Dura       | Xie Yanze         | 6-3, 1-6, 6-4    |
| Ganadora  | 5.  | 30 de abril de 2007      | Chengdu, China           | Dura       | Ren Jing          | 6-2, 6-7(5), 6-0 |
| Ganadora  | 6.  | 7 de mayo de 2007        | Chengdu, China           | Dura       | Xu Yifan          | 6-2, 6-3         |
| Ganadora  | 7.  | 6 de junio de 2007       | Changsha, China          | Hard       | Regina Kulikova   | 6-3, 6-4         |
| Ganadora  | 8.  | 11 de junio de 2007      | Guangzhou, China         | Dura       | Regina Kulikova   | 6-3, 6-1         |
| Finalista | 3.  | 26 de junio de 2007      | Noto, Japón              | Moqueta    | Regina Kulikova   | 7-5, 6-1         |
| Ganadora  | 9.  | 11 de junio de 2007      | Nagoya, Japón            | Dura       | Regina Kulikova   | 6-3, 6-1         |
| Finalista | 4.  | 15 de julio de 2007      | Miyazaki, Japón          | Moqueta    | Junri Namigata    | 6-4, 6-2         |
| Ganadora  | 10. | 2 de marzo de 2009       | Lyon, Francia            | Dura       | Claire Feuerstein | 1-6, 6-1, 6-3    |
| Ganadora  | 11. | 18 de mayo de 2009       | Nagano, Japón            | Moqueta    | Nikola Hofmanova  | 5-7, 6-2, 6-3    |
| Ganadora  | 12. | 6 de junio de 2007       | Xiamen, China            | Dura       | Yingying Duan     | 6-2, 6-1         |
| Ganadora  | 13. | 1 de marzo de 2010       | Hammond, EE. UU.         | Dura       | Jamie Hampton     | 6-2, 6-1         |
| Finalista | 5.  | 8 de marzo de 2010       | Clearwater, EE. UU.      | Dura       | Johanna Larsson   | 7-6(4), 6-0      |
| Finalista | 6.  | 10 de mayo de 2010       | Saint Gaudens, Francia   | Tierra     | Kaia Kanepi       | 6-2, 7-5         |
| Ganadora  | 14. | 31 de mayo de 2010       | Maribor, Eslovenia       | Tierra     | Laura Pous Tió    | 6-3, 3-6, 6-3    |
| Finalista | 7.  | 2 de agosto de 2010      | Pekín, China             | Dura       | Junri Namigata    | 7-6(3), 6-2      |
| Finalista | 8.  | 17 de septiembre de 2012 | Ningbo, China            | Dura       | Su-Wei Hsieh      | 6-2, 6-2         |
| Finalista | 9.  | 21 de abril de 2013      | Dothan, EE. UU.          | Tierra     | Ajla Tomljanović  | 2-6, 6-4, 6-3    |
| Ganadora  | 15. | 14 de julio de 2013      | Pekín, China             | Dura       | Zhou Yimiao       | 6-2, 6-1         |
| Finalista | 10. | 27 de septiembre de 2013 | Ningbo, China            | Dura       | Bojana Jovanovski | 7-6(7), 4-6, 1-6 |
| Ganadora  | 16. | 3 de noviembre de 2013   | Nanjing, China           | Dura       | Ayumi Morita      | 6-4, ret.        |
| Ganadora  | 17. | 16 de noviembre de 2015  | Tokio, Japón             | Dura       | Nao Hibino        | 6-4, 6-1         |
| Ganadora  | 18. | 28 de febrero de 2016    | Rancho Santa Fe, EE. UU. | Dura       | Vania King        | 1-6, 7-5, 6-4    |
| Ganadora  | 19. | 13 de noviembre de 2016  | Tokio, Japón             | Dura       | Dalma Gálfi       | 4-6, 7-6(2), 6-2 |
| Finalista | 11. | 27 de noviembre de 2016  | Honolulu, EE. UU.        | Dura       | Catherine Bellis  | 4-6, 2-6         |

### Dobles: 14 (9-5)
| WTA 125s torneo (1-1) |
| $100,000 torneo (0-0) |
| $75,000 torneo (2-0)  |
| $50,000 torneo (1-1)  |
| $25,000 torneo (5-1)  |
| $10,000 torneo (0-2)  |

| Resultado | N.º | Fecha                    | Torneo                    | Superficie | Compañera          | Oponentes                             | Tanteo               |
| --------- | --- | ------------------------ | ------------------------- | ---------- | ------------------ | ------------------------------------- | -------------------- |
| Ganadora  | 1.  | 16 de julio de 2006      | Chongqing, China          | Dura       | Ren Jie            | Ji Chunmei Sun Shengnan               | 6-4, 6-3             |
| Ganadora  | 2.  | 26 de julio de 2006      | Chengdu, China            | Dura       | Ren Jie            | Xia Huan Xu Yifan                     | 6-4, 6-2             |
| Ganadora  | 3.  | 10 de julio de 2007      | Miyazaki, Japón           | Moqueta    | Zhao Yijing        | Natsumi Hamamura Ayaka Maekawa        | 6-4, 6-4             |
| Finalista | 1.  | 5 de noviembre de 2007   | Taizhou, China            | Dura       | Ren Jie            | Ji Chunmei Sun Shengnan               | 7-6(5), 1-6, [13-11] |
| Finalista | 2.  | 9 de febrero de 2009     | Jiangmen, China           | Dura       | Xie Yanze          | Hao Jie Kao Shao-yuan                 | 6-0, 7-5             |
| Finalista | 3.  | 2 de marzo de 2009       | Lyon, Francia             | Dura       | Pemra Özgen        | Lu Jingjing Sun Shengnan              | 6-4, 7-5             |
| Ganadora  | 4.  | 16 de marzo de 2009      | Tenerife, España          | Dura       | Sun Shengnan       | Paula Fondevila Castro Laura Thorpe   | 6-1, 6-2             |
| Ganadora  | 5.  | 1 de junio de 2009       | Komoro, Japón             | Arcilla    | Xu Yifan           | Ayumi Oka Varatchaya Wongteanchai     | 6-1, 6-2             |
| Ganadora  | 6.  | 2 de agosto de 2010      | Pekín, China              | Dura       | Sun Shengnan       | Ji Chunmei Liu Wanting                | 4-6, 6-2, 6-4        |
| Ganadora  | 7.  | 30 de mayo de 2011       | Nottingham, Reino Unido   | Hierba     | Kimiko Date-Krumm  | Raquel Kops-Jones Abigail Spears      | 6-4, 7-6(7)          |
| Ganadora  | 8.  | 31 de octubre de 2011    | Grapevine, Estados Unidos | Dura       | Jamie Hampton      | Lindsay Lee-Waters Megan Moulton-Levy | 6-4, 6-0             |
| Finalista | 4.  | 8 de enero de 2012       | Quanzhou, China           | Dura       | Kimiko Date-Krumm  | Hao-Ching Chan Rika Fujiwara          | 6-4, 4-6, [7-10]     |
| Ganadora  | 4.  | 27 de septiembre de 2013 | Ningbo, China             | Dura       | Yung-Jan Chan      | Irina Buryachok Oksana Kalashnikova   | 6-2, 6-1             |
| Finalista | 5.  | 3 de noviembre de 2013   | Nanjing, China            | Dura       | Yaroslava Shvédova | Misaki Doi Xu Yifan                   | 1-6, 4-6             |